# سوق الغزل

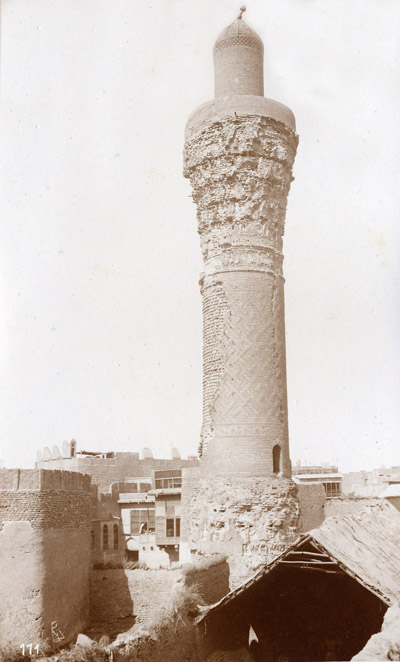
منارة ومئذنة جامع الخلفاء كما صورها مصور ألماني خلال زيارته للعراق عام 1911م، وهي أقدم منارة باقية في بغداد وتقع في سوق الغزل، حيث أن المنارة الظاهرة في الصورة قد بناها ابن هولاكو خلال القرن الثالث عشر ميلادي بعد أن كانت قد تدمرت عند دخول جيش المغول بغداد

سوق الغزل وهو سوق معروف في بغداد يقع قرب جامع الخلفاء في الشورجة، وسوق الغزل كان ولايزال سوقاً غريبة عجيبة، فهي تحوي محال صغيرة لبيع الحبوب الجافة والبقوليات والأعشاب، ومحال أخرى لبيع الطيور الأليفة وبعض الطيور البرية النادرة كالصقور والطواويس بالأضافة إلى الكلاب النادرة، وأسماك الزينة، وتقع في منتصف السوق منارة ومئذنة سوق الغزل في جامعها القديم، والذي يعرف بجامع الخليفة، وسميت بمنارة سوق الغزل لأن الجامع قد قطعت أرضه وأنشئ في أحد جوانبه الشرقية سوق للغزل، ولقد هدمه الوالي لأن مبناه أصابه التصدع على مر الزمن، حيث سقطت المنارة وأعيد بنائها من قبل الوالي سليمان باشا الكبير (1193هـ - 1217هـ) (1779م -1802م)، وشيد الوالي سليمان كذلك مسجدا جامعا في غرب المنارة، سمي بجامع سوق الغزل بقي قائما حتى عام 1957م، حيث هدم لأجل فتح شارع الجمهورية، الذي يمر في سوق الشورجة. وفي سوق الغزل ودير الآباء الكرمليين، والدير كان معروفا بمجلس يوم الجمعة للأب أنستاس الكرملي الذي يحضر مجلسه الكثير من علماء اللغة العربية ومنهم الشيخ جلال الدين الحنفي الذي كان إماما وخطيبا لجامع الخلفاء.
وتقع محلة عقد المسيحيين مقابل السوق من جهة السوق العربي حالياً، حيث يعقد السوق غالبا في أيام الجمع شأنه في ذلك شأن سوق المتنبي.

## أصل التسمية
سمي بذلك نسبة إلى سوق الغزول الذي بني في عهد الدولة العثمانية في الجهة الشرقية من ساحة جامع الخليفة في عهد الوالي العثماني سليمان الكبير (1193هـ - 1217هـ) (1779م -1802م)، ولذلك شاع بين الناس تسميتهِ بهذا الاسم نسبة إلى تجارة الغزول التي اشتهرت في هذه المنطقة.

## بعد حرب العراق 2003

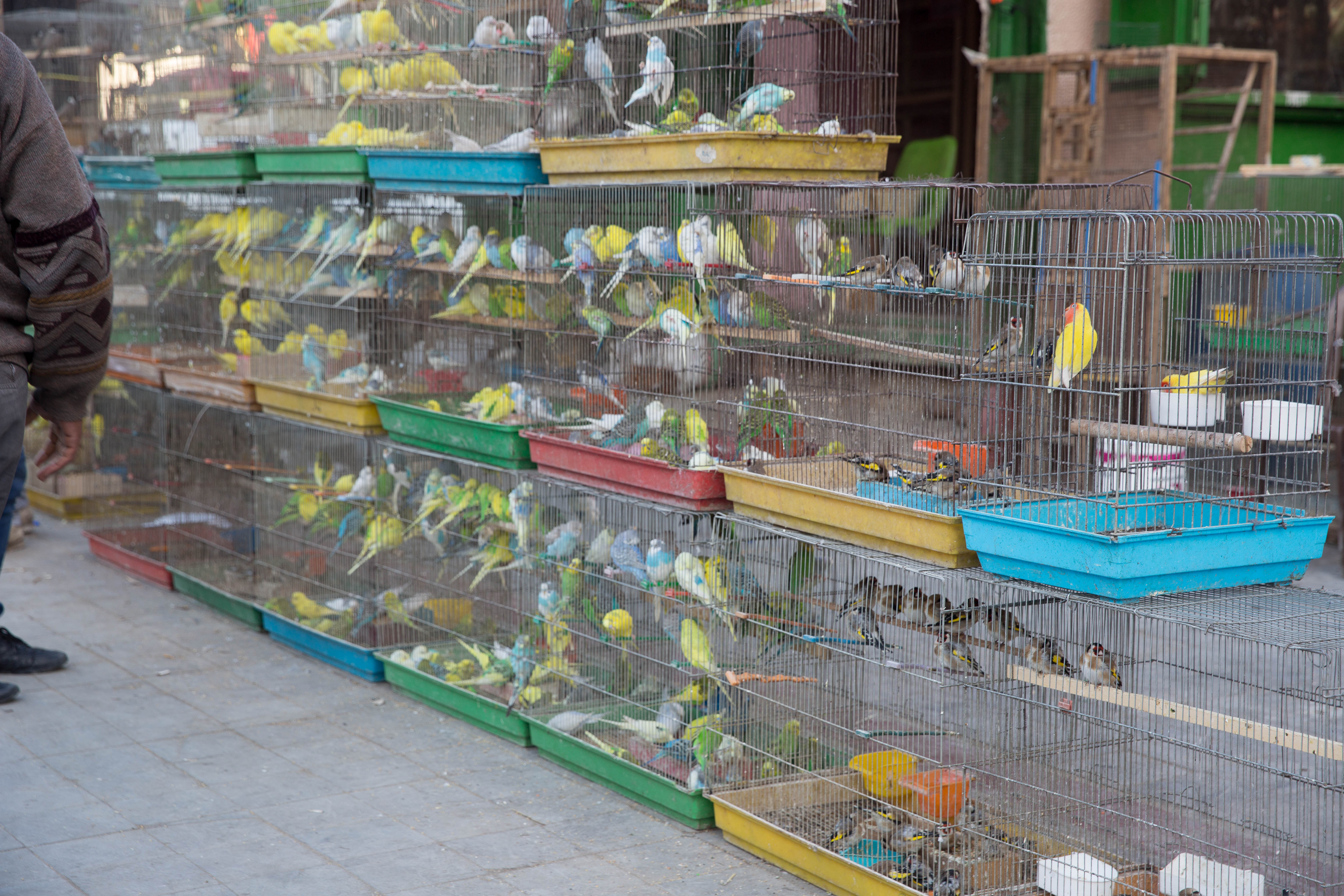
طيور في سوق الغزل ببغداد حيث يتم بيع الطيور والحيوانات الاليفة فيه

تعرض سوق الغزل إلى العديد من الهجمات منذ الغزو الأمريكي للعراق عام 2003 م، ولكنه ورغم سوء الأحوال الأمنية لم يتوقف عن العمل في أيام الجُمع كعادتهِ. ومن التفجيرات التي تعرض لها:
- انفجار عبوتين ناستفتين وضعتا في كيسين في يونيو/ حزيران 2006 حيث قتل 4 أشخاص بسبب ذلك في الهجوم الذي قام به مجهولون.
- وفي ديسمبر/كانون الأول 2006م قتل 3 أشخاص في سقوط لقذائف الهاون على السوق في هجوم قام به مجهولون.
- وفي 26 يناير/ كانون الثاني 2007م قتل 15 في انفجار قنبلة وضعت في قفص للطيور في هجوم قام به مجهولون.
- وفي 23 نوفمبر/ تشرين الثاني 2007م قتل 13 شخص في هجوم قام به مجهولون.
- يوم الجمعة 1 فبراير/شباط 2008م، تفجير عبوات ناسفة مما أدى إلى مقتل 46 شخصا وإصابة قرابة 80 آخرين، في هجوم قام به مجهولون. [2]